# Huntia murrindal
Huntia murrindal là một loài nhện trong họ Zoropsidae.
Loài này thuộc chi Huntia. Huntia murrindal được miêu tả năm 2001 bởi Gray & Thompson.